# Kathedralbasilika der Unbefleckten Empfängnis (Denver)

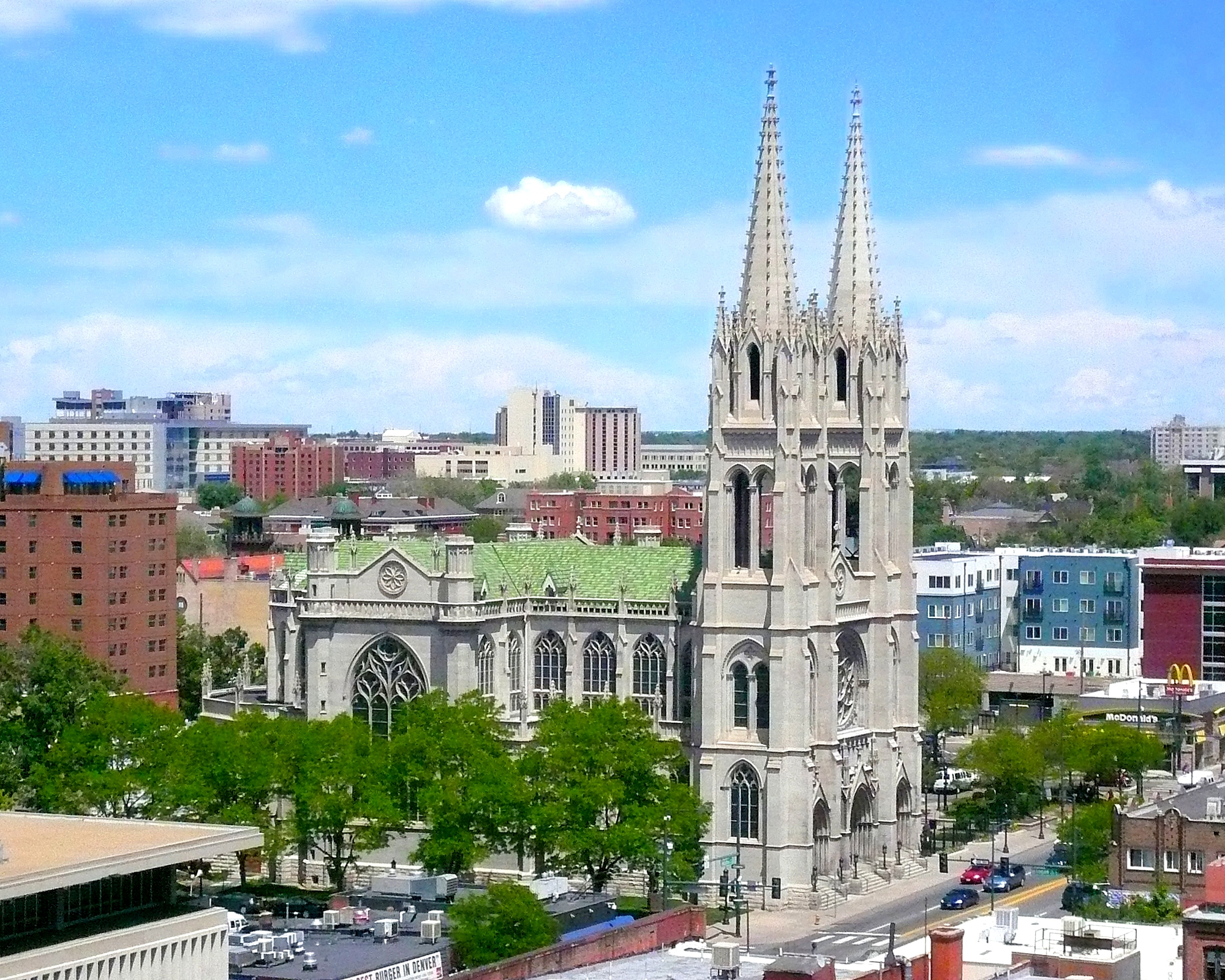
Kathedrale vom Capitols Hügel aus

Die Kathedralbasilika der Unbefleckten Empfängnis (englisch Cathedral Basilica of the Immaculate Conception) ist eine römisch-katholische Kirche in Denver, Hauptstadt des US-amerikanischen Bundesstaates Colorado. Die Kathedrale des Erzbistums Denver mit dem Patrozinium der Unbefleckten Empfängnis trägt den Titel einer Basilica minor und ist als nationales historisches Denkmal gelistet.

## Geschichte
Nach einer Vorgängerkirche von 1860 erfolgte der Baubeginn der Kathedrale am Capitol Hill 1902, der Grundstein wurde erst 1906 gelegt. Bereits 1911 konnte sie fertiggestellt werden. Der erste Gottesdienst wurde im Oktober 1912 gefeiert, die Kirchweihe erfolgte erst 1921. 1975 wurde die Kathedrale in das National Register of Historic Places aufgenommen. Papst Johannes Paul II. verlieh der Kathedrale 1979 zusätzlich den Titel einer Basilica minor, 1993 feierte er im Rahmen des Weltjugendtages eine Messe in der Kathedralbasilika.

## Bauwerk
Der Detroiter Architekt Leon Coquard entwarf die Kathedrale im Stil der Neugotik. Als Ausgangspunkt diente die französische Kollegiatstiftskirche Saint-Nicolas aus dem 13. Jahrhundert in Munster, dem Geburtsort des damaligen Bischofs Nicholas Chrysostom Matz.
Die dreischiffige Kreuzbasilika wurde mit einer Länge von 59 Metern und einer Breite von 35 Metern errichtet. Das Gewölbe des Mittelschiffs erreicht eine Höhe von 21 Metern, die Kirchtürme ragen 64 Meter hoch und tragen ein Geläut mit 15 Glocken. Die Doppelturmfassade besitzt drei Portale mit Messingtüren. Als Baumaterial der Kirche wurde Kalkstein aus Indiana verwendet, die Fundamente wurden aus Granit aus Gunnison in Colorado erstellt. Ursprünglich fasste die Kathedrale 1000 Besucher, nach der Umgestaltung infolge des Zweiten Vatikanischen Konzils nunmehr 800 Gläubige.

## Ausstattung
Im Innenraum wurden die wichtigsten Ausstattungselemente aus Carrara-Marmor gefertigt: der Altar und der Ambo, die Statuen und die Kathedra sowie die Kommunionbank.
Weiterhin kam Marmor aus Colorado zum Einsatz. Die insgesamt 75 Buntglasfenster wurden in der königlichen Hofglasmalerei des Franz Xaver Zettler in München geschaffen, die größte Fläche an Bleiverglasung einer US-amerikanischen Kirche. Die Orgel des Herstellers Kimball aus dem Jahr 1912 besitzt 43 Register und wird über drei Manuale gespielt, sie wurde 1996 überarbeitet.